# Hjälmarmeer
Het Hjälmarmeer (Zweeds: Hjälmaren) is het op 3 na grootste meer van Zweden, met een oppervlakte van 484 km². Het ligt tussen de landschappen Västmanland, Södermanland en Närke. Over het algemeen is het meer ondiep (rond de 6 meter). Het is 58 kilometer lang en 18 kilometer breed. Er liggen talloze eilanden in het meer, waarvan het grootste Vinön ("Wijneiland") is. De stad Örebro ligt aan het meer.

## Fauna
De bedreigde vis roofblei leeft in het meer.
Vänermeer (5.648 km²) · Vättermeer (1.893 km²) · Mälarmeer (1.140 km²) · Hjälmarmeer (484 km²) · Storsjön (464 km²) · Siljan + Orsasjön (354 km²) · Torneträsk (330 km²) · Hornavan (220-283 km²) · Uddjaure (190-250 km²) · Bolmen (184 km²)